# Cesáreo Moya
General Cesáreo Moya fue un militar mexicano con idealismo villista que participó en la Revolución mexicana. Primero fue constitucionalista y luego llegó a ser general de las fuerzas de Francisco Villa. Sostuvo una campaña del sur con una columna ligera de 3,000 hombres junto a Francisco Villa y los generales Canuto Reyes, Rodolfo Fierro y José Ruiz contra el general Manuel M. Diéguez.